# 尤継先
尤 継先（ゆう けいせん、生没年不詳）は、明代の軍人。本貫は楡林衛。

## 生涯
万暦年間、功績を重ねて大同副総兵となった。1590年（万暦18年）、青海部の火落赤・真相が洮州・河州に侵攻し、副総兵の李連芳らが戦死した。継先は署都督僉事に進み、総兵官とされ、劉承嗣に代わって固原に駐屯し守備した。火落赤らは莽剌川・捏工川の2川に拠り、チベット系民族を誘って西寧を侵犯した。ときにオルドス部のボショクト・ジノンが水泉で敗れ、黄河の凍結に乗じて渡河し北に逃れたが、その仲間の可卜列・宗塔児ら500人あまりが莽剌川南山に留まっていた。継先はチベット人800人を先導として、もと総兵の劉承嗣や游撃の原進学・呉顕らとともに700里を疾駆し、南山を直撃した。奮戦してこれを破り、150人あまりを斬首し、12人を生け捕りにした。可卜列の甥でかつて李連芳を殺した拝巴爾的もこのとき捕らえられた。軍を返すと、敵は撒川まで追ってきたが、継先の軍に襲撃への備えがあるのを見ると、夜間に撤退した。青海・オルドスの諸部は侵攻していた鎮羌・西寧・石羊でも敗れ、火落赤は西海に帳幕を移した。功績を記録されて、継先は官秩を進められて正式に都督僉事となり、世襲の官秩を一階加増された。ほどなく病のため官を退いて帰郷した。後に僉中軍府事として再び起用された。
1593年（万暦21年）冬、継先は遼東総兵官となった。泰寧衛の炒花が2000騎で韓家路に侵入すると、継先は諸軍を率いて撃退した。再び病のため官を退いて帰郷した。1596年（万暦24年）、薊州鎮総兵官として起用された。朶顔衛の長昂が班・白2部長を率いて侵入し、石門を通って山海関を攻撃したため、京東の民はみな通州に避難することになった。継先は山海関を出たが、敵は略奪して去っていた。総督の蹇達は継先が追撃せず、降伏者800人を勝手に任用しようとしていることに怒り、継先の別鎮への異動を求めた。杜松を継先の後任にしようとする議論が出るいっぽう、巡撫の劉四科は継先の留任を求めた。兵科の宋一韓らが蹇達に賛同し、さらに別の事案で継先を弾劾した。継先は罷免され、家で死去した。
継先は片目が不自由でありながら、兵を習って戦ったことから、当時の人に「独目将軍」と称された。